# Przypki
Przypki [pronunciación en polaco: /ˈpʂɨpki/] es un pueblo ubicado en el distrito administrativo de Gmina Tarczyn, dentro del Condado de Piaseczno, Voivodato de Mazovia, en el este de Polonia central. Se encuentra aproximadamente a 4 kilómetros al noroeste de Tarczyn, a 17 kilómetros al suroeste de Piaseczno, y a 28 kilómetros al suroeste de Varsovia.